# Twizell, Duddo
Twizell var en civil parish 1866–1955 när det uppgick i Duddo, i grevskapet Northumberland i England. Civil parish var belägen 15 km från Berwick-upon-Tweed och hade 139 invånare år 1951.